# Mario-Maler
Der Mario-Maler ist ein früh-attisch-rotfiguriger Vasenmaler, der zu Beginn des 5. Jahrhunderts v. Chr. in Athen arbeitete.
Benannt ist er von John D. Beazley nach dem Sammler Mario Astarita. Dem Maler schrieb er zwei Schalen zu, eine in schweizerischem Privatbesitz (ehemals Sammlung Ludwig Curtius) und eine weitere ehemals in der Sammlung von Mario Astarita, heute in den Vatikanischen Museen. Beide zeigen im Innenbild eine Symposionszene. Ebenfalls diesem Maler schrieb er vermutungsweise das Fragment einer Schale mit Darstellung eines Symposions in der Münchener Antikensammlung zu.